# 洪启禧
洪启禧（：／；1703年—1771年），字纯甫，号淡寓，谥号文简。朝鲜王朝英祖时期的文臣，本贯南阳洪氏。英祖十三年下教赐文科及第，担任过燕行使（出使清朝）、通信使（出使日本）、提调行判中枢府事、大司成等职，官至兵曹判书。对谚文的发展起到了重要作用，整理了《老乞大》，写下了《三韵声汇》（谚文：삼운성휘）一书。

## 轶事
1747年8月，时任大司成的洪启禧上书英祖，其中第二条为“释菜祝文不书清年号”，即用明朝年号书写孔庙祭文。

## 著作
- 《三韵声汇》
- 《唤醒堂大禅师碑铭并序》
- 《燕行录》